# Bognor Regis
Bognor Regis – miasto w południowej Anglii, w hrabstwie West Sussex, uzdrowisko nadmorskie nad kanałem La Manche, ok. 100 km na południowy zachód od Londynu. Liczy ok. 55 000 mieszkańców.

## Nazwa
W przeszłości osada rybacka, znana pod nazwą Bognor, najstarsza na terytorium West Sussex, wzmiankowana po raz pierwszy w roku 680. W 1929 miejscowość odwiedził król Jerzy V  podczas swojej rekonwalescencji po chorobie płuc. Dla upamiętnienia udanej terapii, dezycją króla miasto zmieniło nazwę na Bognor Regis (Regis - królewski). Zmiana została zatwierdzona przez Radę Hrabstwa West Sussex na podstawie art. 55 (3) Local Government Act z 1894 r.